# Didymodon schilleri
Didymodon schilleri là một loài rêu trong họ Pottiaceae. Loài này được Herzog & Thér. mô tả khoa học đầu tiên năm 1933.